# Jon Stokholm
Jon Ulrik Stokholm (født 23. april 1951 på Frederiksberg) er en dansk højesteretsdommer (2003-2021).
Stokholm er søn af advokat, borgmester Toke Stokholm og hustru læge Birgit Jespersen. Han blev student fra Frederiksborg Statsskole i 1969 og cand. jur. 1975, blev beskikket som advokat 1978, var på studieophold ved Haight, Gardner, Poor & Havens, New York 1980-81, ved Stanford Business School 1991 og Cour de Cassation, Paris 2005 og Conseil d'Etat, Paris 2007. Han fik møderet for Landsret 1978, møderet for Højesteret 1983, blev beneficeret 1991 og var medarbejder ved Kammeradvokaturen 1975-80. Dernæst var han medarbejder i Advokatfirmaet Niels Th. Kjølbye & Co. 1980-83, medindehaver 1984-85, medindehaver af Advokatfirmaet Poulsen, Vestergaard, Cadovius & Stokholm 1985-90 og medindehaver af Lind & Cadovius Advokataktieselskab 1990-2003, indtil Stokholm i 2003 blev udnævnt til højesteretsdommer. 2002 modtog han Margot og Thorvald Dreyers Fonds Hæderspris, og i 2008 blev han Ridder af 1. grad af Dannebrogordenen og i 2012 Kommandør af Dannebrog.
Stokholm har undervist på Advokatsamfundets fuldmægtigkurser og kursus i højesteretsprocedure og har været censor ved Københavns Universitet siden 1991. 1999-2003 var han formand for Advokatrådet.
Han blev udnævnt til adjungeret professor ved Copenhagen Business School i 2022.
Jon Stokholm blev den 27. juni 2022 udpeget til forstander for Herlufsholm Skole med den opgave at etablere en ny bestyrelse.

## Øvrige tillidshverv
- Formand for Advokatrådets Skatteudvalg 1989-97
- Medlem af Advokatrådet 1991-97, formand 1999-2003
- Formand for CCBE-Delegationen 1995-99
- Medlem af CCBEs Finanskomité 1997-2003
- Medlem af Det Juridiske Fakultetsråd ved Københavns Universitet 2002-06
- Medlem af hovedbestyrelsen for Djøf 1991-97
- Medlem af Justitsministeriets Udvalg vedr. Undersøgelsesorganer 1994-96
- Medlem af Justitsministeriets Domstolsudvalg 1996
- Formand for domæneudvalget nedsat af Ministeriet for Videnskab, Teknologi og Udvikling 2003-04
- Medlem af direktionen for Det Classenske Fideicommis 2006
- Formand for Procesbevillingsnævnet 2010
- Formand for Konkurrenceankenævnet 2010[3]
- Formand for Art Barns Lolland Fonden 2021.[1][4]
- Medlem af bestyrelsen for Bergiafonden 2022.[1]

## Udgivelser
- (red.): Højesteret – 350 år, København: Gyldendal 2011. ISBN 978-87-02-08135-0